# Gauthieromyces viviparus
Gauthieromyces viviparus är en svampart som beskrevs av L.G. Valle, M.M. White & Cafaro 2008. Gauthieromyces viviparus ingår i släktet Gauthieromyces och familjen Legeriomycetaceae.   Inga underarter finns listade i Catalogue of Life.